# Біленська сільська рада
Бі́ленська сільська́ ра́да — колишній орган місцевого самоврядування в Володимирецькому районі Рівненської області. Адміністративний центр — село Біле.

## Загальні відомості
- Біленська сільська рада утворена в 1940 році.
- 05.02.1965 Указом Президії Верховної Ради Української РСР передано Біленську сільраду Дубровицького району до складу Володимирецького району.[1]
- Територія ради: 49,403 км²
- Населення ради: 1 378 осіб (станом на 2001 рік)
- Територією ради протікає річка Стир.

## Населені пункти
Сільській раді були підпорядковані населені пункти:
- с. Біле
- с. Малі Телковичі
- с. Новосілки

## Склад ради
Рада складалася з 16 депутатів та голови.
- Голова ради: Блищик Олександр Сарафонович
- Секретар ради: Кобець Наталія Кирилівна

### Керівний склад попередніх скликань
| ПІБ                          | Основні відомості                                                                     | Дата обрання | Дата звільнення |
| ---------------------------- | ------------------------------------------------------------------------------------- | ------------ | --------------- |
| Новак Олександр Іванович     | Сільський голова, 1966 року народження, член Всеукраїнського об'єднання «Батьківщина» | 26.03.2006   | 31.10.2010      |
| Блищик Олександр Сарафонович | Сільський голова, 1967 року народження, освіта середня спеціальна, безпартійний       | 31.10.2010   |                 |

Примітка: таблиця складена за даними сайту Верховної Ради України